# Фёклино (Челябинская область)
Фёклино — село в Красноармейском районе Челябинской области России. Входит в состав Алабугского сельского поселения.

## География
Село находится на северо-востоке Челябинской области, в лесостепной зоне, на западном берегу Фёклина озера, на расстоянии 46 км (по прямой) к северо-востоку от села Миасского, административного центра района. Абсолютная высота 172 м над уровнем моря.

## Население
| 2002 | 2010 |
| ---- | ---- |
| 142  | ↘113 |

### Гендерный состав
По данным Всероссийской переписи населения 2010 года, в гендерной структуре населения мужчины составляли 48,7 %, женщины — 51,3 %.

### Национальный состав
Согласно результатам переписи 2002 года, в национальной структуре населения русские составляли 74 %, татары — 23 %.

## Улицы
Уличная сеть села состоит из двух улиц (Молодёжная и Солнечная).